# Río Alagón

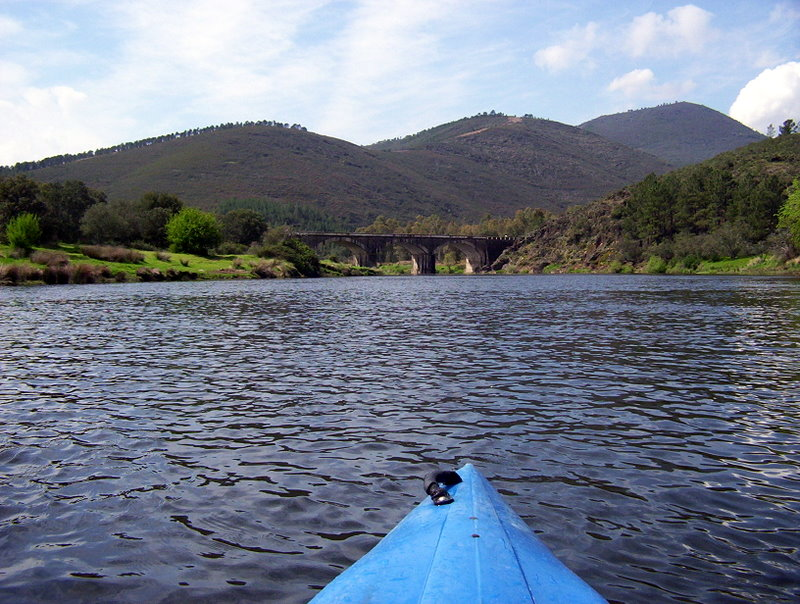
Río Alagón, unos kilómetros abajo de Sotoserrano.

El río Alagón es un río de España, el afluente más largo del río Tajo entre los situados en la cuenca española.

## Recorrido
- Situación geográfica: atraviesa las comunidades autónomas de Castilla y León (nacimiento) y Extremadura en España.
- Nacimiento: Frades de la Sierra, (Salamanca).
- Desembocadura: por la derecha del río Tajo a la altura de Alcántara.
- Localidades que atraviesa: Monleón, Coria, Miranda del Castañar, Garcibuey, Ceclavín, San Esteban de la Sierra, Valdeobispo y Montehermoso.

Aparece descrito en el primer volumen del Diccionario geográfico-estadístico-histórico de España y sus posesiones de Ultramar de Pascual Madoz con las siguientes palabras:

ALAGON: r. de la prov. de Cáceres; tiene su origen en la de Salamanca; pero es en ella poco conocido por la escasez de sus aguas, y por la confusion que existe para designar su verdadera aparicion; seguiremos en esto las noticias que nos parecen mas acertadas, separándonos del mapa de D. Tomás Lopez y otros geógrafos; nace este r. en una abundantísima fuente, térm. de Aldeanueva de Campomojado, part. jud. de Alba de Tormes, á la falda meridional de la sierra de Herreros; recibe casi á su nacimiento las aguas que vienen de esta sierra, y asi, pobre aun, entra por el estremo meridional del térm. de Frades, part. de Sequeros, en el de Villa de Leche, alq. del Endrinal, que atraviesa pasando junto al pueblo unos 50 pasos al S.; baja despues á la v. de Monleon, en cuyo térm. recibe las aguas de Riofrio y Mandiles, sirve de lím. meridional á la del Tornadizo, corre al N. de S. Estéban de la Sierra, NE. de Garcibuey, SO. de Santibañez donde le entran los r. Quilama y Pasajes, que vienen de la v. de Valero, E. de Miranda del Castañar, haciendo lím. con Sta. Maria de lo Llano, hasta entrar en el térm. de Soto Serrano: 1/2 leg. al NE. de este pueblo, recibe al r. Francia por su der., y todos los arroyuelos del terr., y por su izq., en el llamado Vado del Toro, el r. Cuerpo de Hombre que viene de las sierras de Béjar; asi, rico ya é inagotable, penetra en las escarpadas montañas de las Hurdes, part. de Granadilla, prov. de Cáceres; pasa por entre las alq. Cabaloria y Rio Malo de Abajo, su rápida corriente se apodera de las aguas de los r. Cabezo y Batuecas, llega á Arroyo Franco, toma las del Vegas de Cória que trae embebidos otros arroyuelos, baja á la Pesca, y en el sitio denominado Boca de Oveja se le incorpora por la der. el r. Angeles, que viene del Pino Franqueado y Casar de Palomero: baña el O. de las murallas de Granadilla, donde recibe por la izq. las riberas Aldovareta y Aldovara, continúa á los térm. del Guijo de Granadilla, Ahigal y Santibañez el bajo, en los que recibe por la izq. el r. Ambróz, y por la der. las riberas del Bronco, Palomero y Mohedas; sigue por Valdeobispo, Montehermoso y Galisteo, bebe á 1/4 leg. al SO. del último las aguas del r. Jerte que viene de Plasencia por su izq., y descendiendo á los llanos de Morcillo, Marchagáz (desp. de Cória), Cória, Casillas y Ceclavin, corriendo siempre en direccion SO, recoge por su der. al r. Arrago y ribera de Gata que trae embebidos todos los riach. de la sierra de su nombre; despues de tan larga corriente, hecho dueño de tantos otros raudales, rico y poderoso, tropieza á 1/4 leg. al N. de Alcántara con las aguas magestuosas del Tajo, y sucumbe ante su poder, no sin presentar una especie de choque, y como rehusando mezclar sus cristalinas aguas, con las turbias y oscuras de su competidor: tiene 7 puentes; el 1.º se halla en la v. de Monleon, bastante largo y seguro: el 2.º en la de S. Estéban de la Sierra, construido en el año 1588, á juzgar por este número que aparece grabado en una de sus piedras principales, y en uno de sus 4 arcos; es de piedra, bastante elevado, 50 pasos de largo y 5 de ancho, con sus pretiles hasta el pecho de un hombre: el 3.º en Miranda, de piedra pizarrosa, sit. en la calzada que va á Béjar y Salamanca: tiene 3 buenos arcos, mas de 50 pies de altura, 70 de largo y 14 de ancho, en estado completo de solidez despues de la compostura que se le hizo en el año de 1842: el 4.º en Soto Serrrano de 3 ojos, firme y seguro: el 5.º en Granadilla, grandioso y muy ant., de piedra sillar labrada, con 6 arcos, iguales los 2 primeros, en progresion descendente los demas, de 20 varas en su mayor altura, 150 pasos de long., 8 de lat. y ademas los pretiles; el 6.º cerca del Guijo, se llama el ponton, por cuanto es de un solo arco que se arroja atrevidamente de una márg. á otra del r.; sus cimientos están formados por terribles peñascos que hacen su aspecto mas imponente; los pretiles están derribados en la mayor parte; se cree obra del emperador Trajano; el 7.º en Cória edificado en 1518, pero habiendo cambiado de curso el r. separándose de su ant. álveo 120 aras, el puente ha quedado en seco, sirviendo tan solo para hacer mas llevadera la bajada de los barrancos, sobre que se halla la pobl.: tiene 5 ojos, 200 varas de largo y 54 palmos de altura. El suelo de este r. puede considerarse en 5 trozos: el 1.º desde su nacimiento hasta el puente de Soto Serrano que comprende 8 leg. de terreno desigual y márg. escabrosas: en este trozo pierde su curso en el verano quedando siempre algunos charcos: el 2.º hasta el puente de Granadilla 4 leg. por las montañas de las Hurdes, terreno ágrio, lleno de despeñaderos, arrastrando en su rápida corriente grandes piedras, y causando á los pobres Hurdanos innumerables perjuicios en sus avenidas, durante las cuales se ven bajar por el r. vigas y muchos de los muebles de que usan aquellos montañeses: el 3.º hasta Valdeobispo 4 leg., con muchos barrancos: el 4.º hasta Casillas 8 leg., de piso arenoso y firme por vegas no muy espaciosas, pero llanas, vadeable por muchos sitios; y últimamente hasta su confluencia con el Tajo 6 leg. en las que vuelve á engargantarse con márg. tan escobrosas como las de Hurdes: antes de llegar á su desagüe y entre la embocadura del Arroyo-quince y las cercas del Olivar del Acenchal, térm. de Alcántara, está el llamado Salto del Caballo ó como otros dicen del Gitano, que es una garganta de 2 varas de lat. y de 8 á 10 mas alta que el nivel ordinario del r., por donde este se precipita; toda su corriente es de 30 leg. de N. á S. y de NE. á SO.; arrastra en ella muchas pepitas de oro, tanto que hay pueblos, principalmente en Montehermoso, en donde las mugeres metidas en el agua, se ocupan constantemente en limpiar las arenas del r. para estraer este precioso mineral: prod.: mucha y esquisita pesca de truchas, hasta Granadilla; anguilas, barbos, y peces hasta de 30 libras de aqui adelante: da movimiento á infinidad de molinos harineros, de aceite, aceñas, y á la preciosa máquina hidráulica para paños, propia de D. Dionisio Muñoz de Rosa, establecida nuevamente á la vista de la c. de Cória.
(Madoz, 1845, p. 179)

## Régimen hidrológico
Sus aguas son embalsadas en tres pantanos, todos ellos en la provincia de Cáceres:
- Gabriel y Galán, el de mayor capacidad y cuya finalidad es embalsar y regular el caudal del río, además de generar electricidad (110 MW).
- El Pontón, en Guijo de Granadilla y cuya finalidad es generar electricidad (52 MW).
- Embalse de Valdeobispo, dónde reparte el agua a través de los canales de riego.

## Principales afluentes

### Afluentes por la derecha
- Río Quilamas
- Río Francia
- Río Batuecas
- Río Ladrillar
- Río Hurdano
- Río de los Ángeles
- Río Palomero
- Arroyo Grande
- Río Árrago

### Afluentes por la izquierda
- Río Sangusín
- Río Cuerpo de Hombre
- Río Ambroz
- Río Jerte

## PRSA1 Ruta del Alto Alagón
- Acompaña el fluir del río Alagón en su paso salmantino, desde su nacimiento en Frades hasta su entrada en tierras cacereñas, a lo largo de doce etapas y 80 km señalizados que unen las localidades de Frades de la Sierra, Endrinal, Monleón, El Tornadizo, San Esteban de la Sierra, San Miguel de Valero, nuevamente San Esteban de la Sierra, Valero, Garcibuey, Santibáñez de la Sierra, Molinillo, Pinedas, Sotoserrano, Herguijuela de la Sierra y Cabaloria.
- Una experiencia de la ruta:

"Salvando arroyos por viejos puentes romano-medievales, penetrando por bosques casi imposibles, por cuidados huertos familiares, por campos de frutales y viñedos y descansando en cada una de las localidades de paso, en las que la buena mesa y el reconfortante caldo de la tierra nunca van a faltar."